# Claude McKenzie
Claude McKenzie est un chanteur Innu, né à Matimekosh dans le Nord du Québec, le 11 mars 1967, où il a vécu jusqu’à l’âge d’environ 5-6 ans. Plus tard, il suit ses parents, qui étaient aussi des chanteurs, à Maliotenam près de la Ville de Sept-Îles, heureux de vivre proche de la mer. C’est dans son nouveau village, qu’il apprend à jouer de la guitare. À l’adolescence, il fréquente les chanteurs tels que Philippe McKenzie, un grand chanteur Innu qui a inspiré plusieurs autres artistes des générations suivantes.
Par la suite, il fait la rencontre du chanteur Florent Vollant. De la rencontre de ces deux artistes naît le groupe Kashtin, qui veut dire « tornade » en langue Innu. Très connus dans tout le Québec dans les années 1990, ils se séparent et font carrière chacun de leur côté. Claude McKenzie est de retour en carrière solo. Il est récipiendaire de deux prix Junos, le premier en 2001 et le second en 2005.
Claude a sorti un album en août 2009 dont le titre est Inniu comportant 8 chansons en Innu, une en anglais et la dernière en français. Inniu signifie il renaît en Innu et annonce une volonté de renouvellement et d'ouverture au monde dans sa carrière. Le producteur de ce dernier album, Ulysse Personne (Les Editions Embruns) a présenté à Claude le projet de reprendre ce dernier album et de le chanter en duo avec Florent Vollant.

## Problèmes avec la justice
En 2006, Claude a subi 30 jours d'emprisonnement pour une accusation de menaces et de voies de fait. En 2013, il a plaidé coupable à une accusation de voies de fait sur sa conjointe, et s'est vu imposer une peine de 45 jours d'emprisonnement. En plus de sa détention, le chanteur a dû suivre une thérapie pour ses problèmes de consommation d'alcool et se soumettre à une probation de deux ans.